# Orestias (plante)
Genre
Orestias Ridl. est un genre de plantes de la famille des Orchidées.

## Liste d'espèces
Selon Catalogue of Life (24 janvier 2018) :
- Orestias elegans Ridl.
- Orestias foliosa Summerh.
- Orestias micrantha Summerh.
- Orestias stelidostachya (Rchb.f.) Summerh.

Selon NCBI (24 janvier 2018) :
- Orestias agassizii
- Orestias albus
- Orestias ascotanensis
- Orestias chungarensis
- Orestias crawfordi
- Orestias cuvieri
- Orestias forgeti
- Orestias frontosa
- Orestias gilsoni
- Orestias gloriae
- Orestias gracilis
- Orestias imarpe
- Orestias incae
- Orestias ispi
- Orestias jussiei
- Orestias laucaensis
- Orestias luteus
- Orestias mooni
- Orestias mulleri
- Orestias parinacotensis
- Orestias pentlandii
- Orestias piacotensis
- Orestias puni
- Orestias robustus
- Orestias silustani
- Orestias taquiri
- Orestias tschudii
- Orestias uruni

Selon Tropicos (24 janvier 2018) (Attention liste brute contenant possiblement des synonymes) :
- Orestias cardiophylla (Rchb. f.) Marg.
- Orestias elegans Ridl.
- Orestias foliosa Summerh.
- Orestias micrantha Summerh.
- Orestias stelidostachya (Rchb. f.) Summerh.